# (3110) Wagman
(3110) Wagman (1975 SC; 1930 US; 1971 TJ; 1977 ED3; 1979 QN8; 1979 SV3; 1983 RS2) ist ein ungefähr acht Kilometer großer Asteroid des mittleren Hauptgürtels, der am 5. Mai 1981 vom US-amerikanischen Astronomen Henry Lee Giclas am Lowell-Observatorium, Anderson Mesa Station (Anderson Mesa) in der Nähe von Flagstaff, Arizona (IAU-Code 688) entdeckt wurde. Er gehört zur Astraea-Familie, einer Gruppe von Asteroiden, die nach (5) Astraea benannt ist.

## Benennung
(3110) Wagman wurde nach dem Astronomen und Astrometriker Nicholas E. Wagman (1905–1980) benannt, der von 1930 bis 1970 Direktor und Vorsitzender der Astronomieabteilung der University of Pittsburgh war. Die Benennung wurde vom Astronomen Truman Paul Kohman vorgeschlagen.